# Demetrio Ignacio Aquino Aquino
Demetrio Ignacio Aquino Aquino (* 22. Dezember 1926 in Caraguatay; † 11. August 2003) war Bischof von Caacupé.

## Leben
Demetrio Ignacio Aquino Aquino empfing am 4. März 1944 die Priesterweihe. Papst Paul VI. ernannte ihn am 12. Juni 1971 zum Bischof von Caacupé.
Die Bischofsweihe spendete ihm der Erzbischof von Asunción, Ismael Blas Rolón Silvero SDB, am 1. August desselben Jahres; Mitkonsekratoren waren Aníbal Maricevich Fleitas, Bischof von Concepción (Santissima Concezione) en Paraguay, und Felipe Santiago Benítez Ávalos, Bischof von Villarrica del Espíritu Santo.
Von seinem Amt trat er am 1. November 1994 zurück.